# Публій Кальвізій Рузон (консул-суффект 79 року)
Публій Кальвізій Рузон (лат. Publius Calvisius Ruso; ? — після 93) — державний діяч часів Римської імперії, консул-суффект 79 року.

## Життєпис
Походив з роду Кальвізіїв Рузонів, ймовірно з Нарбонської Галлії. Син Публія Кальвізія Рузона, консула-суфекта 53 року, та Юлії Фронтіни. Про кар'єру мало відомо. У 69 році на посаді квестора під час боротьби за імператорську владу підтримав імператора Веспасіана. Завдяки цьому швидко пройшов щаблі едила та претора.
У 79 році став консулом-суффектом разом з Луцієм Юнієм Цезеннієм Петом. У 92—93 роках як проконсул керував провінцією Азія. Подальша доля невідома.

## Сім'я
Дружина — Бебія Тулла, донька Квінта Бебія Тулла.
Діти:
- Квінт Бебій Публій Кальвізій Тулл Рузон